# استير هرليتز
استير هرليتز (بالعبرية: אסתר הרליץ‏) (و. 1921 – 2016 م) هي دبلوماسية، وسياسية من إسرائيل . ولدت في برلين . تولت منصب عضو الكنيست (14 أغسطس 1979–20 يوليو 1981)، وعضو الكنيست (21 يناير 1974–13 يونيو 1977).
وهي عضوة في Alignment .

## جوائز وترشيحات
حصلت على جوائز منها:
- Order of Merit of the Federal Republic of Germany.

| المناصب السياسية | المناصب السياسية        | المناصب السياسية |
| ---------------- | ----------------------- | ---------------- |
| سبقه             | عضو الكنيست 1979 - 1981 | تبعه             |
| سبقه             | عضو الكنيست 1974 - 1977 | تبعه             |